# Север штата Гояс (мезорегион)

Север штата Гояс на карте.

Север штата Гояс (порт. Mesorregião do Norte Goiano) — административно-статистический мезорегион в Бразилии. Входит в штат Гояс. Население составляет 294 110 человек (на 2010 год). Площадь — 56 509,648 км². Плотность населения — 5,20 чел./км².

## Демография
Согласно сведениям, собранным в ходе переписи 2010 г. Национальным институтом географии и статистики (IBGE), население мезорегиона составляет:
| Полное население                            | Полное население                            | Полное население                            | Полное население                            | 294 110 |
| ------------------------------------------- | ------------------------------------------- | ------------------------------------------- | ------------------------------------------- | ------- |
| в том числе:                                | Городское население                         | 227 200                                     | Процент городского населения, %             | 77,25   |
|                                             | Сельское население                          | 66 910                                      | Процент сельского населения, %              | 22,75   |
|                                             | Мужское население                           | 149 592                                     | Процент мужского населения, %               | 50,86   |
|                                             | Женское население                           | 144 518                                     | Процент женского населения, %               | 49,14   |
| Плотность населения, чел/км²                | Плотность населения, чел/км²                | Плотность населения, чел/км²                | Плотность населения, чел/км²                | 5,20    |
| Население мезорегиона в % к населению штата | Население мезорегиона в % к населению штата | Население мезорегиона в % к населению штата | Население мезорегиона в % к населению штата | 4,90    |

## Статистика
- Валовой внутренний продукт на 2003 год составляет 1 901 379 344,00 реалов (данные: Бразильский институт географии и статистики).
- Валовой внутренний продукт на душу населения на 2003 год составляет 6828,21 реалов (данные: Бразильский институт географии и статистики).
- Индекс развития человеческого потенциала на 2000 год составляет 0,726 (данные: Программа развития ООН).

## Состав мезорегиона
В мезорегион входят следующие микрорегионы:
1. Шапада-дус-Веадейрус
2. Порангату